# Саблин, Пётр Дмитриевич
Пётр Дми́триевич Са́блин (1914, с. Севрюково, Курская губерния — 26 апреля 1945, Берлин) — красноармеец Рабоче-крестьянской Красной Армии, участник Великой Отечественной войны, Герой Советского Союза (1945).

## Биография
Пётр Саблин родился 14 июля 1914 года в селе Севрюково (ныне — Белгородский район Белгородской области). Русский. После окончания начальной школы работал в колхозе. В 1941 году Саблин был призван на службу в Рабоче-крестьянскую Красную Армию. С августа того же года — на фронтах Великой Отечественной войны.
К апрелю 1945 года гвардии красноармеец Пётр Саблин был стрелком 5-й стрелковой роты 267-го гвардейского стрелкового полка 89-й гвардейской стрелковой дивизии 5-й ударной армии 1-го Белорусского фронта. Отличился во время Берлинской операции. 26 апреля 1945 года Саблин в ходе боёв за Берлин во главе отделения бойцов был отправлен для уничтожения фаустников засевших в доме по улице Андриан, проник в занятое противником здание и забросав гранатами и трофейными фаустпатронами, лично уничтожил 9 вражеских солдат. В том бою он получил тяжёлое ранение, от которого впоследствии скончался. Похоронен в Берлине.
Указом Президиума Верховного Совета СССР от 31 мая 1945 года гвардии красноармеец Пётр Саблин посмертно был удостоен высокого звания Героя Советского Союза.

## Награды
- Герой Советского Союза (31 мая 1945, медаль «Золотая Звезда»)[1];
- орден Ленина (10 января 1944)[1];
- медаль «За отвагу» (4 февраля 1945)[2]

## Память
В честь Саблина названа улица в Севрюково.